# Janusz Stepnowski
Janusz Bogusław Stepnowski (ur. 11 lipca 1958 w Ostrołęce) – polski duchowny rzymskokatolicki, doktor prawa kanonicznego, biskup diecezjalny łomżyński od 2011.

## Życiorys
Urodził się 11 lipca 1958 w Ostrołęce w rodzinie Alfreda i Stefanii z domu Marchewka. Uczył się na kierowcę w szkole zawodowej, następnie ukończył Technikum Mechaniczne (specjalność obróbka skrawaniem) w Zespole Szkół Zawodowych nr 2 w Ostrołęce. W 1979 złożył egzamin dojrzałości. W latach 1979–1985 odbył studia w Wyższym Seminarium Duchownym w Łomży. Na początku studiów odbył przymusową służbę wojskową w jednostce kleryckiej w Bartoszycach, która trwała pół roku. Święceń prezbiteratu udzielił mu 1 czerwca 1985 biskup diecezjalny łomżyński Juliusz Paetz. Inkardynowany został do diecezji łomżyńskiej. Następnie został skierowany na studia na Katolickim Uniwersytecie Lubelskim. W latach 1985–1988 studiował na Wydziale Prawa Kanonicznego Uniwersytetu Nawarry w Pampelunie, który ukończył z doktoratem z prawa kanonicznego. W latach 1988–1989 kształcił się na Uniwersytecie dla Obcokrajowców w Perugii.
W trakcie studiów w Perugii był duszpasterzem w diecezji Terni. W 1990 został kapelanem klasztoru Sióstr Ofiarowania w Rzymie. W 1989 rozpoczął pracę w watykańskiej Kongregacji ds. Biskupów. Najpierw zajmował się niektórymi krajami hiszpańskojęzycznymi Ameryki Południowej, następnie przez wiele lat kierował Urzędem ds. Koordynacji Wizyt „ad limina Apostolorum”. Oprócz tego był tłumaczem w Trybunale Roty Rzymskiej. W 2005 otrzymał godność prałata honorowego Jego Świątobliwości.
11 listopada 2011 papież Benedykt XVI mianował go biskupem diecezjalnym diecezji łomżyńskiej. 18 grudnia 2011 otrzymał święcenia biskupie i odbył ingres do katedry św. Michała Archanioła w Łomży. Konsekracji dokonał kardynał Marc Ouellet, prefekt Kongregacji ds. Biskupów, w asyście arcybiskupa Celestina Migliorego, nuncjusza apostolskiego w Polsce, i Stanisława Stefanka, dotychczasowego biskupa diecezjalnego łomżyńskiego. Jako zawołanie biskupie przyjął słowa „Gratia et Pax” (Łaska i Pokój).
W ramach Konferencji Episkopatu Polski w 2012 został delegatem ds. Kontaktów z ComECE, a w 2019 delegatem ds. Duszpasterstwa Prawników. Ponadto wszedł w skład Rady ds. Ekumenizmu. Był współkonsekratorem podczas sakr nuncjusza apostolskiego w Zimbabwe Marka Zalewskiego (2014) i nuncjusza apostolskiego w Burundi Wojciecha Załuskiego (2014).